# Île Roméo
L'île Roméo (auparavant îlot Roméo) est un îlot rocheux de l'archipel de Pointe-Géologie (terre Adélie), situé en mer Dumont-d'Urville au large du continent antarctique.

## Description
L'île Roméo est un îlot situé dans la baie Pierre-Lejay, au sud-ouest de l'île du Gouverneur. Elle est contiguë à l'île Juliette, située un peu plus au sud.